# Иванов, Павел Тимофеевич
Павел Тимофеевич Иванов (июнь 1899 — февраль 1983) — советский хозяйственный, государственный и политический деятель. 2-й секретарь Удмуртского областного комитета ВКП(б). Участник Гражданской войны в России.

## Биография
Родился в июле 1899 г. в д. Лезя (ныне не существующая деревня в Ярском районе) Уканской волости Глазовского уезда Вятской губернии Российской империи в семье крестьянина удмурта. Окончил школу 2-й ступени в г. Глазов. 
С августа 1918 г. добровольно в Рабоче-крестьянской Красной армии: красноармеец отряда при Глазовском военкомате, где вступил сначала в комсомол, а затем в ноябре 1919 г. в коммунистическую партию. С июня 1920 г. военный комиссар 199-го, а затем 200-го стрелковых полков 23-й стрелковой дивизии. Участвовал в Гражданской войне в России в боях против войск адмирала Колчака и генерала Врангеля. С ноября 1920 г. находился на излечении в госпитале в Таганроге. С января 1921 г. заведующий организационным отделом Кременчугского губернского комитета РКСМ. С августа 1921 г. заведующий организационным отделом Глазовского уездного комитета РКП(б). С апреля 1922 г. вновь в Красной армии: курсант Высшей партийной школы Западно-Сибирского военного округа в Омске. С апреля 1923 г. помощник военного комиссара по политчасти Глазовского  военкомата. 
С сентября 1923 г. слушатель курсов уездных партийных работников при ЦК ВКП(б) в Москве. По данным отдела руководящих партийных органов ЦК ВКП(б), «Иванов в 1923-1924 выступал в защиту троцкистской оппозиции». С июня 1924 г. заведующий отделом агитации и пропаганды в Ижевске, с февраля 1925 г. ответственный секретарь Ижевского уездного комитета РКП(б). По рекомендации Т. Борисова в декабре 1926 г. назначен заведующим областным отделом народного образования Вотской автономной области. С августа 1929 г. инспектор городского отдела народного образования в Горьком. 
С сентября 1930 г. студент Ленинградского института механизации и электрификации сельского хозяйства. С апреля 1934 г. заместитель заведующего промышленно-транспортным отделом обкома ВКП(б) Удмуртской автономной области. С 28 декабря 1934 г. по апрель 1937 г. второй секретарь Удмуртского обкома ВКП(б). Участвовал в VIII съезд Советов, проходил в Москве с 25 ноября по 5 декабря 1936 года, где была принята в том числе Конституция СССР. С апреля 1937 г. заместитель управляющего треста «Удмуртлесотрест». С сентября 1937 г. инженер-механик областного союза лесопромысловой кооперации (Удмуртлеспромсоюз). 
Решением бюро Удмуртского обкома ВКП(б) 17 сентября 1937 г. исключен из ВКП(б) «как враг народа». Арестован 15 мая 1938 г. «как участник и один из руководителей контр-революционной, правотроцкистской, буржуазно-националистической организации» и за «проведение вредительской работы в области сельского хозяйства и лесозаготовок и за ведение буржуазно-националистической деятельности». Обвинялся по статьям 58-7, 58-10, 58-11 Уголовного кодекса РСФСР. Военным трибуналом Уральского военного округа 11-16 августа 1941 г. вынесен оправдательный приговор. Освобожден из-под стражи 11 октября 1941 г. В октябре-декабре 1941 г. не работал. 
С декабря 1941 г. начальник топливного сектора, с мая 1946 г. начальник торфопредприятия, с февраля 1952 г. старший экономист, главный механик Ижевской конторы треста «Росглавхлеб». Восстановлен в КПСС решениями бюро Удмуртского обкома КПСС 11 ноября 1955 г. с перерывом в партстаже, 18 декабря 1956 г. с изъятием перерыва. В марте-октябре 1956 г. не работал. С октября 1956 г. преподаватель машиноведения и основ производства в средней школе № 24. С июня 1957 г. на пенсии в Ижевске. 
Умер в феврале 1983 г. Повторно реабилитирован прокуратурой Удмуртской Республики 29 марта 2000 г.